# West Somerset
Il West Somerset era un distretto del Somerset, Inghilterra, con sede a Williton.
Noto come distretto di Yeovil prima del 1985, esso fu creato con il Local Government Act 1972, il 1º aprile 1974 dalla fusione del Distretto urbano di Minehead col Distretto urbano di Watchet, il Distretto rurale di Dulverton e il Distretto rurale di Williton. Nel 2019 si è allargato fondendosi nel distretto Somerset West and Taunton.

## Parrocchie civili
- Bicknoller
- Brompton Ralph
- Brompton Regis
- Brushford
- Carhampton
- Clatworthy
- Crowcombe
- Cutcombe
- Dulverton
- Dunster
- East Quantoxhead
- Elworthy
- Exford
- Exmoor
- Exton
- Holford
- Huish Champflower
- Kilve
- Luccombe
- Luxborough
- Minehead
- Minehead Without
- Monksilver
- Nettlecombe
- Oare
- Old Cleeve
- Porlock
- Sampford Brett
- Selworthy
- Skilgate
- Stogumber
- Stogursey
- Stringston
- Timberscombe
- Treborough
- Upton
- Watchet
- West Quantoxhead
- Williton
- Winsford
- Withycombe
- Withypool and Hawkridge
- Wootton Courtenay